# Dombivli

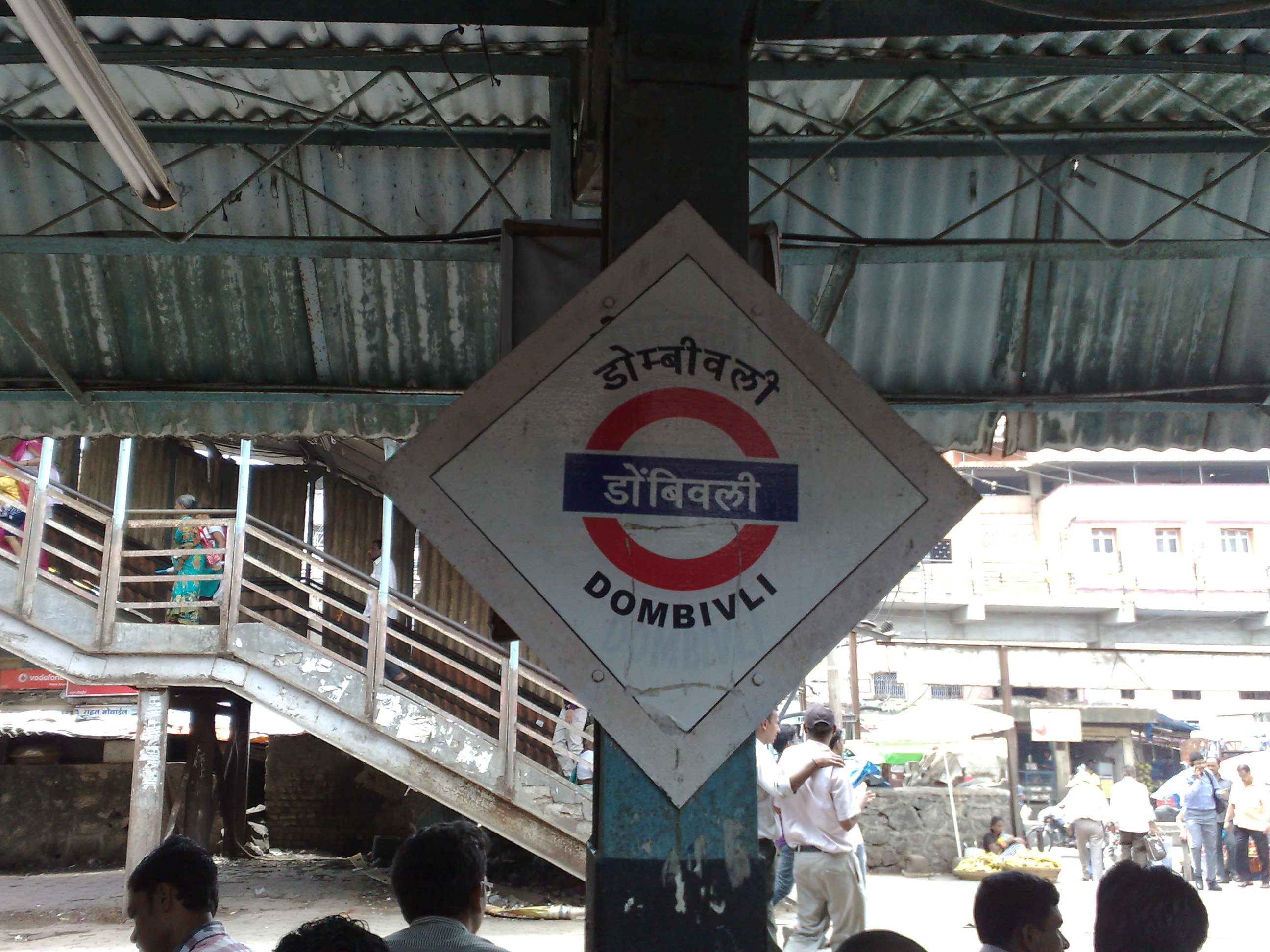
Station de train de Dombivli.

Dombivli (marâthî : डोंबिवली Doṃbivlī) est une ville du district de Thane au Maharashtra. Il est situé à environ 50 km de la ville de Mumbai et à 20 km de Thane. La population de la ville, selon le recensement de 2011, est de 1 246 381.

## Histoire
En 1984, le conseil municipal de Dombivli a été fusionné avec celui de Kalyan pour former un nouvel organe d'administration, le Kalyan Dombivli Municipal Corporation.

## Démographie
La population de la ville est majoritairement composée de locuteurs du Marâthî mais des gens de tout le pays habitent dans la ville avec un important nombre de personnes provenant du Gujarat, du Karnataka, du Tamil Nadu, du Kerala, de l'Uttar Pradesh et du Punjab.

## Économie
Dombivli a connu par une croissance industrielle rapide. L'activité industrielle de la ville est composée d'un grand nombre d'usines de fabrication de teinture, de peinture et de produits chimiques à usages agricoles. La ville détient aussi un certain nombre d'unités sidérurgiques.